# Debora Patta
Debora Patta, née le 13 juillet 1964 en Rhodésie du Sud,, est une journaliste et productrice sud-africaine de télévision. Sa famille est originaire de Calabre, en Italie,,.

## Biographie
Debora Patta naît en 1964 d'un père né à Rome et dont la famille est issue de Praia a Mare, commune où elle retourne régulièrement. Son père s'établit avec sa famille en Rhodésie (actuel Zimbabwe) afin de poursuivre sa carrière dans les chemins de fer pour le compte des Ferrovie dello Stato (FS). 
Après la séparation de ses parents, elle suit sa mère qui s'installe en 1976 en Afrique du Sud.
Elle obtient son diplôme en sciences humaines et sociales à l'université du Cap en 1984.
Elle se marie en 1995 avec le prince et producteur zulu Mweli Mzizi, avec qui elle a une fille, Chiara. Divorcée, elle se remarie en 2003 avec le manager Lance Levitas, avec qui elle a également une fille.

## Carrière
À l'issue de ses études universitaires, Patta travaille comme activiste politique et donne des cours d'alphabétisation dans les camps de squatters de la ville du Cap jusqu'en 1990. Elle se lance ensuite dans le journalisme, commence par travailler en indépendant pour la BBC, puis devient reporter pour Radio 702.
Elle travaille aussi pour e.tv, la première télévision free to air privée en Afrique du Sud, en 1998. Elle est correspondante principale à Johannesbourg et est ensuite nommée chef d'antenne de e.tv nouvelles.
Elle effectue des reportages sur de grands sujets internationaux tels que les attentats du 11 septembre 2001 ou la mort de la princesse Diana et réalise des interviews de nombreuses personnalités remarquables, comme Shimon Peres, Oprah Winfrey, Nelson Mandela ou Thabo Mbeki.
Son journalisme percutant a mis en évidence le racisme en Afrique du Sud ; elle a mis en colère les blancs sud-africains conservateurs, les membres noirs de l'administration publique. La communauté juive l'a accusée d'être antisémite après la diffusion de son documentaire controversé de 2002  Palestine Is Still the Issue,,.
Le 7 mai 2013 e.tv et eNCA annoncent que Debora Patta a démissionné ... pour suivre d'autres intérêts en tant que free lance pour d'autres sociétés,.
En octobre 2013, elle retourne à Radio 702.

## Publications
- Anne Maggs et Debora Patta, Baby Micaela: the inside story of South Africa's most famous abduction case, Zebra Press, 1996  (ISBN 9781868700493)
- Rory Steyn et Debora Patta, One step behind Mandela: the story of Rory Steyn, Nelson Mandela's chief bodyguard, Zebra Press, 2000  (ISBN 9781868722693)

## Prix et récompenses
- 1992 : South African Checkers Journalist of the Year
- 2004 : Vodacom Journalist of the Year Gauteng Region
- 2004 : MTN 10 Most Remarkable Women in Media
- 2007 : Simonsvlei Journalist Achiever of the Year[15]
- 2009 : Vodacom Women in the Media[16]
- 2010 : CEO Magazine South Africa's Most Influential Women in Business and Government[17]

En 2010 elle obtient aussi le Tricolor Globe Award attribué par l'Italian Women in the World Association,.